# 리키 딘 로건
리키 딘 로건(Ricky Dean Logan, 1967년 1월 1일 ~ )은 미국의 배우이다.
로스앤젤레스에서 태어났다.

## 출연 작품
- 스톡드 바이 마이 네이버 (2015년)
- 샤도우하트 (2009년) - 타운즈 퍼슨 #4 역
- L.A. 딕스 (2005년)
- Straight-Jacket (2004)
- Y.M.I. (2002년)
- 길티 (1991년)
- 나이트메어 6 - 프레디 죽다 (1991년)
- 먼데이 모닝 (1990년)
- 빽 투 더 퓨쳐 3 (1990년)
- 빽 투 더 퓨쳐 2 (1989년)

### 텔레비전
- SOS 해상 구조대 (1989년)
- 우리 생애 나날들 (1965년)
- 초인 플래시: 파일롯 (1990년)
- 사인필드 (1990년)
- 라스베가스 (2003년)